# 伊与田浩一
伊与田 浩一（いよだ こういち、1937年8月21日 - ）は、日本の経営者。近畿車輛社長を務めた。

## 経歴
大阪府出身。1960年に大阪大学工学部機械工学科を卒業し、同年4月に近畿日本鉄道に入社。1978年6月に近畿車輛常務に就任し、1998年6月に専務、2001年6月に副社長を経て、2002年6月には社長に就任。2004年6月には取締役相談役に退いた。